# Liste des membres de la 23e Knesset

Cette liste présente les 120 membres de la 23e législature de la Knesset d'Israël au  moment de leur élection le 2 mars 2020 lors des Élections législatives israéliennes de  2020. Elle présente les élus par partis.

## Répartition des sièges
|       |                                  |                   |                                            |      |       |               |  |  |  |
| Liste | Liste                            | Nom hébreu        | Idéologie                                  | Élus | %     | +/-           |  |  |  |
|       | Likoud                           | ביתנו ישראל-ליכוד | Droite et extrême droite nationaliste      | 36   | 29,46 | 4             |  |  |  |
|       | Bleu et blanc                    | ס"ש               | Centre                                     | 33   | 26,59 | en stagnation |  |  |  |
|       | Liste unifiée                    | המשותפת הרשימה    | Défense des intérêts des arabes israéliens | 15   | 12,67 | 2             |  |  |  |
|       | Shas                             | ס"ש               | Ultraorthodoxes religieux — séfarades      | 9    | 7,69  | en stagnation |  |  |  |
|       | Judaïsme unifié de la Torah      | יהדות התורה       | Ultraorthodoxes religieux                  | 7    | 5,98  | en stagnation |  |  |  |
|       | Parti travailliste-Gesher-Meretz | העבודה            | Centre gauche                              | 7    | 5,83  | 3             |  |  |  |
|       | Israel Beytenou                  | ביתנו ישראל       | Nationalisme de centre-droit ou de droite  | 7    | 5,74  | 1             |  |  |  |
|       | Yamina                           | ימינה             | Droite à extrême droite                    | 6    | 5,24  | 1             |  |  |  |

## Élus
| Liste                                    | Liste                                | Nom                       | Image       | Date de naissance | Ville de naissance | Pays de naissance                            | Parti       | Parti                    |
| Likoud (36)                              | Likoud (36)                          | Likoud (36)               | Likoud (36) | Likoud (36)       | Likoud (36)        | Likoud (36)                                  | Likoud (36) | Likoud (36)              |
| ---------------------------------------- | ------------------------------------ | ------------------------- | ----------- | ----------------- | ------------------ | -------------------------------------------- | ----------- | ------------------------ |
| 1                                        | Likoud                               | Benyamin Netanyahou       |             | 21 octobre 1949   | Tel Aviv-Jaffa     | Israël                                       |             | Likoud                   |
| 2                                        | Likoud                               | Yuli-Yoel Edelstein       |             | 5 août 1958       | Tchernivtsi        | Union soviétique                             |             | Likoud                   |
| 3                                        | Likoud                               | Israël Katz               |             | 21 septembre 1955 | Ashkelon           | Israël                                       |             | Likoud                   |
| 4                                        | Likoud                               | Guilad Erdan              |             | 30 septembre 1970 | Ashkelon           | Israël                                       |             | Likoud                   |
| 5                                        | Likoud                               | Gideon Sa'ar              |             | 9 décembre 1966   | Tel Aviv-Jaffa     | Israël                                       |             | Likoud                   |
| 6                                        | Likoud                               | Miri Regev                |             | 26 mai 1965       | Kiryat Gat         | Israël                                       |             | Likoud                   |
| 7                                        | Likoud                               | Yariv Levin               |             | 22 juin 1969      | Jérusalem          | Israël                                       |             | Likoud                   |
| 8                                        | Likoud                               | Yoav Galant               |             | 8 novembre 1958   | Jaffa              | Israël                                       |             | Likoud                   |
| 9                                        | Likoud                               | Nir Barkat                |             | 19 octobre 1959   | Jérusalem          | Israël                                       |             | Likoud                   |
| 10                                       | Likoud                               | Gila Gamliel              |             | 24 février 1974   | Guedera            | Israël                                       |             | Likoud                   |
| 11                                       | Likoud                               | Avi Dichter               |             | 14 décembre 1952  | Ashkelon           | Israël                                       |             | Likoud                   |
| 12                                       | Likoud                               | Ze'ev Elkin               |             | 3 avril 1971      | Kharkov            | RSS d'Ukraine                                |             | Likoud                   |
| 13                                       | Likoud                               | Israël Katz               |             | 21 septembre 1955 | Ashkelon           | Israël                                       |             | Likoud                   |
| 14                                       | Likoud                               | Eli Cohen                 |             | 3 octobre 1972    | Holon              | Israël                                       |             | Likoud                   |
| 15                                       | Likoud                               | Tzachi Hanegbi            |             | 26 février 1957   | Jérusalem          | Israël                                       |             | Likoud                   |
| 16                                       | Likoud                               | Ofir Akunis (en)          |             | 28 mai 1973       | Tel Aviv           | Israël                                       |             | Likoud                   |
| 17                                       | Likoud                               | Yuval Steinitz            |             | 10 avril 1958     | Jérusalem          | Israël                                       |             | Likoud                   |
| 18                                       | Likoud                               | Tzipi Hotovely            |             | 2 décembre 1978   | Rehovot            | Israël                                       |             | Likoud                   |
| 19                                       | Likoud                               | Dudi Amsalem              |             | 11 août 1960      | Jérusalem          | Israël                                       |             | Likoud                   |
| 20                                       | Likoud                               | Gadi Yevarkan (en)        |             | 1er janvier 1981  |                    | Éthiopie                                     |             | Likoud                   |
| 21                                       | Likoud                               | Amir Ohana                |             | 15 mars 1976      | Beer-Sheva         | Israël                                       |             | Likoud                   |
| 22                                       | Likoud                               | Ofir Katz (en)            |             | 19 mai 1980       | Afula              | Israël                                       |             | Likoud                   |
| 23                                       | Likoud                               | Eti Atiya (en)            |             | 12 février 1960   | Lod                | Israël                                       |             | Likoud                   |
| 24                                       | Likoud                               | Yoav Kisch                |             | 6 décembre 1968   | Tel Aviv           | Israël                                       |             | Likoud                   |
| 25                                       | Likoud                               | David Bitan (en)          |             | 8 avril 1960      | Kenitra            | Maroc                                        |             | Likoud                   |
| 26                                       | Likoud                               | Keren Barak (en)          |             | 20 septembre 1972 | Haïfa              | Israël                                       |             | Likoud                   |
| 27                                       | Likoud                               | Shlomo Karhi              |             | 6 avril 1982      | Zimrat             | Israël                                       |             | Likoud                   |
| 28                                       | Likoud                               | Miki Zohar                |             | 28 mars 1980      | Beersheba          | Israël                                       |             | Likoud                   |
| 29                                       | Likoud                               | Yifat Shasha-Biton        |             | 23 mai 1973       | Kiryat Shmona      | Israël                                       |             | Likoud                   |
| 30                                       | Likoud                               | Sharren Haskel            |             | 4 mars 1984       | Toronto            | Canada                                       |             | Likoud                   |
| 31                                       | Likoud                               | Michal Shir (en)          |             | 18 novembre 1979  | Tel Aviv           | Israël                                       |             | Likoud                   |
| 32                                       | Likoud                               | Keti Shitrit (en)         |             | 22 janvier 1960   | Casablanca         | Maroc                                        |             | Likoud                   |
| 33                                       | Likoud                               | Fateen Mulla (en)         |             | 15 juin 1960      | Yarka (en)         | Israël                                       |             | Likoud                   |
| 34                                       | Likoud                               | Mai Golan (en)            |             | 3 mai 1986        | Tel Aviv           | Israël                                       |             | Likoud                   |
| 35                                       | Likoud                               | Tali Ploskov (en)         |             | 30 juillet 1962   | Bălți              | Union soviétique                             |             | Likoud                   |
| 36                                       | Likoud                               | Uzi Dayan (en)            |             | 4 janvier 1948    |                    | Palestine (mandat britannique)               |             | Likoud                   |
| Bleu et blanc (33)                       |                                      |                           |             |                   |                    |                                              |             |                          |
| 1                                        | Bleu et blanc                        | Benny Gantz               |             | 9 juin 1959       | Kfar Ahim          | Israël                                       |             | Hosen L'Yisrael          |
| 2                                        | Bleu et blanc                        | Yaïr Lapid                |             | 5 novembre 1963   | Tel Aviv           | Israël                                       |             | Yesh Atid                |
| 3                                        | Bleu et blanc                        | Moshe Ya'alon             |             | 6 décembre 1950   | Kiryat Haïm        | Israël                                       |             | Telem (en)               |
| 4                                        | Bleu et blanc                        | Gabi Ashkenazi            |             | 25 février 1954   | Hagor              | Israël                                       |             | Indépendant              |
| 5                                        | Bleu et blanc                        | Avi Nissenkorn (en)       |             | 20 mars 1967      | Afula              | Israël                                       |             | Hosen L'Yisrael          |
| 6                                        | Bleu et blanc                        | Meir Cohen                |             | 15 novembre 1955  | Essaouira          | Maroc                                        |             | Yesh Atid                |
| 7                                        | Bleu et blanc                        | Miki Haimovich (en)       |             | 25 février 1954   | Tel Aviv           | Israël                                       |             | Yesh Atid                |
| 8                                        | Bleu et blanc                        | Ofer Shelah (en)          |             | 9 février 1960    | Kiryat Bialik      | Israël                                       |             | Yesh Atid                |
| 9                                        | Bleu et blanc                        | Yoaz Hendel (en)          |             | 22 mai 1975       | Petah Tikva        | Israël                                       |             | Derekh Eretz (en)        |
| 10                                       | Bleu et blanc                        | Orna Barbivai             |             | 5 septembre 1962  | Ramla              | Israël                                       |             | Yesh Atid                |
| 11                                       | Bleu et blanc                        | Michael Biton (en)        |             | 3 février 1970    | Yeruham            | Israël                                       |             | Hosen L'Yisrael          |
| 12                                       | Bleu et blanc                        | Hili Tropper              |             | 22 avril 1978     | Jérusalem          | Israël                                       |             | Hosen L'Yisrael          |
| 13                                       | Bleu et blanc                        | Yael German               |             | 5 août 1947       | Haïfa              | Israël                                       |             | Yesh Atid                |
| 14                                       | Bleu et blanc                        | Zvi Hauser (en)           |             | 5 juillet 1968    | Ramat Gan          | Israël                                       |             | Derekh Eretz (en)        |
| 15                                       | Bleu et blanc                        | Orit Farkash-Hacohen (en) |             | 29 décembre 1970  | Petah Tikva        | Israël                                       |             | Hosen L'Yisrael          |
| 16                                       | Bleu et blanc                        | Karin Elharar             |             | 9 octobre 1977    | Kiryat Ono         | Israël                                       |             | Yesh Atid                |
| 17                                       | Bleu et blanc                        | Meirav Cohen              |             | 26 août 1983      | Jérusalem          | Israël                                       |             | Hosen L'Yisrael          |
| 18                                       | Bleu et blanc                        | Yoel Razvozov             |             | 5 juillet 1980    | Birobidjan         | Union soviétique                             |             | Yesh Atid                |
| 19                                       | Bleu et blanc                        | Asaf Zamir (en)           |             | 31 août 1980      | Ganei Yehuda (en)  | Israël                                       |             | Hosen L'Yisrael          |
| 20                                       | Bleu et blanc                        | Yizhar Shai (en)          |             | 16 juillet 1963   | Ein Hashlosha      | Israël                                       |             | Hosen L'Yisrael          |
| 21                                       | Yesh Atid                            | Elazar Stern (en)         |             | 25 août 1956      | Tel Aviv           | Israël                                       |             | Yesh Atid                |
| 22                                       | Bleu et blanc                        | Mickey Levy               |             | 21 juin 1951      | Jérusalem          | Israël                                       |             | Yesh Atid                |
| 23                                       | Bleu et blanc                        | Omer Yankelevich (en)     |             | 25 mai 1978       | Tel Aviv           | Israël                                       |             | Hosen L'Yisrael          |
| 24                                       | Bleu et blanc                        | Pnina Tamano-Shata        |             | 9 décembre 1981   | Wuzaba             | Éthiopie                                     |             | Yesh Atid                |
| 25                                       | Bleu et blanc                        | Gadeer Mreeh (en)         |             | 21 juin 1984      | Daliat el Karmel   | Israël                                       |             | Hosen L'Yisrael          |
| 26                                       | Bleu et blanc                        | Ram Ben-Barak (en)        |             | 1er avril 1958    | Nahalal            | Israël                                       |             | Yesh Atid                |
| 27                                       | Bleu et blanc                        | Alon Schuster (en)        |             | 2 mars 1957       | Mefalsim           | Israël                                       |             | Hosen L'Yisrael          |
| 28                                       | Bleu et blanc                        | Yoav Segalovich           |             | 23 avril 1959     | Tel Aviv           | Israël                                       |             | Yesh Atid                |
| 29                                       | Bleu et blanc                        | Ram Shefa (en)            |             | 15 février 1985   | Guivat-Haïm        | Israël                                       |             | Hosen L'Yisrael          |
| 30                                       | Bleu et blanc                        | Boaz Toporovsky (en)      |             | 17 juillet 1980   | Rishon LeZion      | Israël                                       |             | Yesh Atid                |
| 31                                       | Bleu et blanc                        | Orly Fruman (en)          |             | 14 juin 1955      | Rishon LeZion      | Israël                                       |             | Telem (en)               |
| 32                                       | Bleu et blanc                        | Eitan Ginzburg (en)       |             | 25 janvier 1977   | La Plata           | Argentine                                    |             | Hosen L'Yisrael          |
| 33                                       | Bleu et blanc                        | Andrey Kozhinov (en)      |             | 28 décembre 1979  | Kazan              | Union soviétique                             |             | Telem (en)               |
| Liste unifiée (15)                       |                                      |                           |             |                   |                    |                                              |             |                          |
| 1                                        | Liste unifiée                        | Ayman Odeh                |             | 1er janvier 1975  | Haïfa              | Israël                                       |             | Hadash                   |
| 2                                        | Liste unifiée                        | Mtanes Shehadeh (en)      |             | 25 mai 1972       | Nazareth           | Israël                                       |             | Balad                    |
| 3                                        | Liste unifiée                        | Ahmed Tibi                |             | 19 décembre 1958  | Tayibe             | Israël                                       |             | Ta'al                    |
| 4                                        | Liste unifiée                        | Mansour Abbas             |             | 22 avril 1974     | Maghar             | Israël                                       |             | Liste arabe unie         |
| 5                                        | Liste unifiée                        | Aida Touma-Suleiman       |             | 16 juillet 1964   | Nazareth           | Israël                                       |             | Hadash                   |
| 6                                        | Liste unifiée                        | Walid Taha (en)           |             | 7 septembre 1968  | Kafr Qasim         | Israël                                       |             | Liste arabe unie         |
| 7                                        | Liste unifiée                        | Ofer Cassif               |             | 25 décembre 1964  | Rishon LeZion      | Israël                                       |             | Hadash                   |
| 8                                        | Liste unifiée                        | Heba Yazbak (en)          |             | 8 juillet 1985    | Nazareth           | Israël                                       |             | Balad                    |
| 9                                        | Liste unifiée                        | Osama Saadi               |             | 21 février 1963   | Arraba             | Israël                                       |             | Ta'al                    |
| 10                                       | Liste unifiée                        | Yousef Jabareen (en)      |             | 23 février 1972   | Umm al-Fahm        | Israël                                       |             | Hadash                   |
| 11                                       | Liste unifiée                        | Said al-Harumi (en)       |             | 10 janvier 1972   | Shaqib al-Salam    | Israël                                       |             | Liste arabe unie         |
| 12                                       | Liste unifiée                        | Jabar Asakla (en)         |             | 20 août 1960      | Maghar             | Israël                                       |             | Liste arabe unie         |
| 13                                       | Liste unifiée                        | Sami Abu Shehadeh (en)    |             | 19 décembre 1975  | Lod                | Israël                                       |             | Balad                    |
| 14                                       | Liste unifiée                        | Sondos Saleh (en)         |             | 17 juin 1986      | Nazareth           | Israël                                       |             | Ta'al                    |
| 15                                       | Liste unifiée                        | Iman Khatib-Yasin         |             | 17 juin 1986      |                    | Israël                                       |             | Liste arabe unie         |
| Shas (9)                                 |                                      |                           |             |                   |                    |                                              |             |                          |
| 1                                        | Shas                                 | Aryé Dery                 |             | 17 février 1959   | Meknès             | Maroc                                        |             | Shas                     |
| 2                                        | Shas                                 | Yitzhak Cohen             |             | 2 décembre 1951   | Ashkelon           | Israël                                       |             | Shas                     |
| 3                                        | Shas                                 | Meshulam Nahari           |             | 7 mai 1951        | Jérusalem          | Israël                                       |             | Shas                     |
| 4                                        | Shas                                 | Yaakov Margi              |             | 18 novembre 1960  | Rabat              | Maroc                                        |             | Shas                     |
| 5                                        | Shas                                 | Yoav Ben-Tzur             |             | 11 juin 1958      | Kfar Saba          | Israël                                       |             | Shas                     |
| 6                                        | Shas                                 | Michael Malchieli         |             | 7 octobre 1982    | Jérusalem          | Israël                                       |             | Shas                     |
| 7                                        | Shas                                 | Moshe Arbel               |             | 26 décembre 1963  | Petah Tikva        | Israël                                       |             | Shas                     |
| 8                                        | Shas                                 | Yinon Azulai (en)         |             | 10 juillet 1979   |                    | Israël                                       |             | Shas                     |
| 9                                        | Shas                                 | Moshe Abutbul             |             | 14 juillet 1965   | Beer-Sheva         | Israël                                       |             | Shas                     |
| Judaïsme unifié de la Torah (7)          |                                      |                           |             |                   |                    |                                              |             |                          |
| 1                                        | Judaïsme unifié de la Torah          | Yaakov Litzman            |             | 2 septembre 1948  |                    | Allemagne                                    |             | Agoudat Israel           |
| 2                                        | Judaïsme unifié de la Torah          | Moshe Gafni               |             | 5 mai 1952        | Bnei Brak          | Israël                                       |             | Degel HaTorah            |
| 3                                        | Judaïsme unifié de la Torah          | Meir Porush               |             | 15 juin 1955      | Jérusalem          | Israël                                       |             | Agoudat Israel           |
| 4                                        | Judaïsme unifié de la Torah          | Uri Maklev                |             | 10 janvier 1957   | Bnei Brak          | Israël                                       |             | Degel HaTorah            |
| 5                                        | Judaïsme unifié de la Torah          | Ya'akov Tessler           |             | 27 juin 1973      | Jérusalem          | Israël                                       |             | Agoudat Israel           |
| 6                                        | Judaïsme unifié de la Torah          | Ya'akov Asher             |             | 2 juillet 1965    | Ramat Gan          | Israël                                       |             | Degel HaTorah            |
| 7                                        | Judaïsme unifié de la Torah          | Yisrael Eichler           |             | 27 mars 1955      | Jérusalem          | Israël                                       |             | Agoudat Israel           |
| Parti travailliste - Gesher - Meretz (7) |                                      |                           |             |                   |                    |                                              |             |                          |
| 1                                        | Parti travailliste - Gesher - Meretz | Amir Peretz               |             | 9 mars 1952       | Bejaâd             | Maroc                                        |             | Travailliste             |
| 2                                        | Parti travailliste - Gesher - Meretz | Orly Levy                 |             | 11 novembre 1973  | Beït Shéan         | Israël                                       |             | Gesher                   |
| 3                                        | Parti travailliste - Gesher - Meretz | Nitzan Horowitz           |             | 24 février 1965   | Rishon LeZion      | Israël                                       |             | Meretz                   |
| 4                                        | Parti travailliste - Gesher - Meretz | Tamar Zandberg            |             | 29 avril 1973     | Ramat Gan          | Israël                                       |             | Meretz                   |
| 5                                        | Parti travailliste - Gesher - Meretz | Itzik Shmuli              |             | 8 février 1980    | Tel Aviv           | Israël                                       |             | Travailliste             |
| 6                                        | Parti travailliste - Gesher - Meretz | Merav Michaeli            |             | 24 novembre 1966  | Petah Tikva        | Israël                                       |             | Travailliste             |
| 7                                        | Parti travailliste - Gesher - Meretz | Yaïr Golan                |             | 14 mai 1962       | Rishon LeZion      | Israël                                       |             | Meretz                   |
| Israel Beytenou (7)                      |                                      |                           |             |                   |                    |                                              |             |                          |
| 1                                        | Israel Beytenou                      | Avigdor Liberman          |             | 5 juin 1958       | Chișinău           | République socialiste soviétique de Moldavie |             | Israel Beytenou          |
| 2                                        | Israel Beytenou                      | Oded Forer                |             | 30 mai 1977       | Rehovot            | Israël                                       |             | Israel Beytenou          |
| 3                                        | Israel Beytenou                      | Evgeny Sova (en)          |             | 29 août 1980      | Pervomaïsk         | RSS d'Ukraine                                |             | Israel Beytenou          |
| 4                                        | Israel Beytenou                      | Eli Avidar (en)           |             | 3 décembre 1964   | Alexandrie         | Égypte                                       |             | Israel Beytenou          |
| 5                                        | Israel Beytenou                      | Ioulia Malinovski         |             | 5 septembre 1975  | Vorochilovgrad     | RSS d'Ukraine                                |             | Israel Beytenou          |
| 6                                        | Israel Beytenou                      | Hamad Amar                |             | 5 novembre 1964   | Shefa Amr          | Israël                                       |             | Israel Beytenou          |
| 7                                        | Israel Beytenou                      | Alex Kushnir (en)         |             | 2 novembre 1978   | Drohobytch         | RSS d'Ukraine                                |             | Israel Beytenou          |
| Yamina (7)                               |                                      |                           |             |                   |                    |                                              |             |                          |
| 1                                        | Yamina                               | Naftali Bennett           |             | 25 mars 1972      | Haïfa              | Israël                                       |             | Nouvelle Droite          |
| 2                                        | Yamina                               | Rafi Peretz               |             | 7 janvier 1956    | Jérusalem          | Israël                                       |             | Le Foyer juif            |
| 3                                        | Yamina                               | Ayelet Shaked             |             | 7 mai 1976        | Tel Aviv           | Israël                                       |             | Nouvelle Droite          |
| 4                                        | Yamina                               | Bezalel Smotrich          |             | 27 février 1980   | Haspin             | Israël                                       |             | Parti sioniste religieux |
| 5                                        | Yamina                               | Matan Kahana (en)         |             | 29 juillet 1972   | Haïfa              | Israël                                       |             | Nouvelle Droite          |
| 6                                        | Yamina                               | Ofir Sofer                |             | 1er août 1975     | Alma               | Israël                                       |             | Parti sioniste religieux |
| 7                                        | Yamina                               | Idit Silman               |             | 27 octobre 1980   | Rehovot            | Israël                                       |             | Nouvelle Droite          |

## Remplacements
| Date              | Remplaçant(e)        | Parti                       | Remplacé(e)          | Notes |
| ----------------- | -------------------- | --------------------------- | -------------------- | --- |
| 16 mars 2020      | Idan Roll            | Bleu et blanc               | Yael German          | Elle se retire pour raison de santé avant le début du mandat.                                              |
| 19 juin 2020      | Yorai Lahav-Hertzanu | Yesh Atid–Telem             | Hili Tropper         | Tropper a démissionné de la Knesset en vertu de la loi israélienne après avoir été nommé au gouvernement.  |
| 19 juin 2020      | Yitzhak Pindros      | Judaïsme unifié de la Torah | Meir Porush          | Porush a démissionné de la Knesset en vertu de la loi israélienne après avoir été nommé au gouvernement.   |
| 19 juin 2020      | Michal Cotler-Wunsh  | Bleu et blanc               | Alon Schuster        | Schuster a démissionné de la Knesset en vertu de la loi israélienne après avoir été nommé au gouvernement. |
| 19 juin 2020      | Einav Kabla          | Bleu et blanc               | Asaf Zamir           | Zamir a démissionné de la Knesset en vertu de la loi israélienne après avoir été nommé au gouvernement.    |
| 19 juin 2020      | Tehila Friedman      | Bleu et blanc               | Michael Biton        | Biton a démissionné de la Knesset en vertu de la loi israélienne après avoir été nommé au gouvernement.    |
| 21 juin 2020      | Hila Vazan           | Bleu et blanc               | Yizhar Shai          | Shai a démissionné de la Knesset en vertu de la loi israélienne après avoir été nommé au gouvernement.     |
| 21 juin 2020      | Uriel Buso           | Shas                        | Aryé Dery            | Deri a démissionné de la Knesset en vertu de la loi israélienne après avoir été nommé au gouvernement.     |
| 24 juin 2020      | Eliyahu Hasid        | Judaïsme unifié de la Torah | Yaakov Litzman       | Litzman a démissionné de la Knesset en vertu de la loi israélienne après avoir été nommé au gouvernement.  |
| 24 juin 2020      | Eliyahu Baruchi      | Judaïsme unifié de la Torah | Uri Maklev           | Maklev a démissionné de la Knesset en vertu de la loi israélienne après avoir été nommé au gouvernement.   |
| 1er juillet 2020  | Yosef Taieb          | Shas                        | Yoav Ben-Tzur        | Ben-Tzur a démissionné de la Knesset en vertu de la loi israélienne après avoir été nommé au gouvernement. |
| 5 juillet 2020    | Ariel Kallner        | Likoud                      | Tzipi Hotovely       | Hotovely a démissionné de la Knesset en vertu de la loi israélienne après avoir été nommé au gouvernement. |
| 5 juillet 2020    | Osnat Mark           | Likoud                      | Guilad Erdan         | Erdan a démissionné après être devenu le Représentant permanent d'Israël auprès des Nations unies.         |
| 30 juillet 2020   | Amit Halevi          | Likoud                      | Amir Ohana           | Ohana a démissionné de la Knesset en vertu de la loi israélienne après avoir été nommé au gouvernement.    |
| 15 septembre 2020 | Yaakov Litzman       | Judaïsme unifié de la Torah | Eliyahu Baruchi      | Litzman est revenu à la Knesset après avoir quitté son poste ministériel.                                  |
| 14 octobre 2020   | Eliyahu Baruchi      | Judaïsme unifié de la Torah | Eliyahu Hasid        | Hasid a démissionné pour maintenir l'équilibre des partis au sein de l'UTJ.                                |
| 11 décembre 2020  | Nissim Vaturi        | Likoud                      | Gideon Sa'ar         | Sa'ar a démissionné de la Knesset après avoir quitté le Likoud.                                            |
| 24 décembre 2020  | Shevah Stern         | Likoud                      | Michal Shir          | Shir a démissionné de la Knesset après avoir quitté le Likoud.                                             |
| 25 décembre 2020  | Ayoub Kara           | Likoud                      | Sharren Haskel       | Haskel a démissionné de la Knesset après avoir quitté le Likoud.                                           |
| 27 décembre 2020  | Matti Yogev          | Likoud                      | Ze'ev Elkin          | Elkin a démissionné de la Knesset après avoir quitté le Likoud.                                            |
| 29 décembre 2020  | Yael Ron Ben-Moshe   | Yesh Atid                   | Ofer Shelah          | Shelah a démissionné de la Knesset après avoir quitté Yesh Atid.                                           |
| 5 janvier 2021    | Vladimir Beliak      | Yesh Atid                   | Avi Nissenkorn       | Nissenkorn a démissionné de la Knesset après avoir quitté Bleu et blanc.                                   |
| 5 janvier 2021    | Moshe Tur-Paz        | Yesh Atid                   | Einav Kabla          | Kabla a démissionné de la Knesset après avoir quitté Bleu et blanc.                                        |
| 8 janvier 2021    | Ruth Wasserman Lande | Bleu et blanc               | Meirav Cohen         | Cohen a démissionné de la Knesset après avoir quitté Bleu et blanc.                                        |
| 12 janvier 2021   | Yizhar Shai          | Bleu et blanc               | Ruth Wasserman Lande | Shai quitte le gouvernement et retrouve son poste de député en vertu de la loi israélienne.                |
| 29 janvier 2021   | Ilan Gilon           | Meretz                      | Amir Peretz          | Peretz a démissionné de la Knesset et est remplacé par Gilon.                                              |
| 31 janvier 2021   | Ruth Wasserman Lande | Bleu et blanc               | Ram Shefa            | Shefa a démissionné de la Knesset et est remplacé par Lande.                                               |
| 2 février 2021    | Anat Knafo           | Yesh Atid                   | Hila Vazan           | Vazan a démissionné de la Knesset pour rejoindre Nouvel Espoir et a été remplacé par Knafo.                |